# Protographium dioxippus
Protographium dioxippus es una especie de mariposa de la familia Papilionidae que fue descrita originalmente con el nombre de Papilio dioxippus, por W.C. Hewitson, en 1856, a partir de ejemplares de procedencia desconocida.

## Distribución
Protographium dioxippus tiene una distribución restringida a la región Neotropical y ha sido reportada en al menos 17 países o regiones diferentes.

## Plantas hospederas
Las larvas de P. dioxippus se alimentan de plantas de la familia Magnoliaceae.